# هوراسيو دي لا كوستا
هوراسيو دي لا كوستا هو مؤرخ فلبيني، ولد في 9 مايو 1916 في Mauban ‏ في الفلبين، وتوفي في 20 مارس 1977 في مدينة كيزون في الفلبين.